# Белка (Пулинский район)
Белка (укр. Білка) — село на Украине, находится в Пулинском районе Житомирской области.
Население по переписи 2001 года составляет 167 человек. Почтовый индекс — 12051. Телефонный код — 4131.

## Адрес местного совета
12051, Житомирская область, Пулинский р-н, с. Старый Майдан, ул. Ленина, 7